# Miles Peter Andrews
 (août 2019).
Si vous disposez d'ouvrages ou d'articles de référence ou si vous connaissez des sites web de qualité traitant du thème abordé ici, merci de compléter l'article en donnant les références utiles à sa vérifiabilité et en les liant à la section « Notes et références ».
Miles Peter Andrews (1742-18 juillet 1814) est un dramaturge britannique, un fabricant de poudre à canon et un homme politique du XVIIIe siècle qui siège à la Chambre des communes de 1796 à 1814

## Biographie
Miles Peter Andrews est le fils de William Andrews, un vendeur de tabac de Watling Street et de son épouse Catherine Pigou. Après avoir aidé son père dans les affaires pendant la journée, il est "habitué à sortir le soir avec l'épée et le sac à Ranelagh ou dans un autre lieu public". Il a progressivement établi des liens sociaux utiles et est devenu un compagnon constant de Lord Lyttelton. Il écrit des pièces musicales et des opéras. La première a eu lieu à Drury Lane en 1774. En 1775, la diva Ann Cargill, âgée de 15 ans, s’est enfuie avec lui. Elle a ensuite dû être retenue à la maison par une ordonnance du tribunal. Andrews a plusieurs autres pièces jouées au Theatre Royal Haymarket. Andrews vit dans un hôtel particulier à Green Park, où il anime la société à la mode de Londres et est membre de plusieurs clubs.
Avec son oncle Frederick Pigou, administrateur de la Compagnie britannique des Indes orientales, Andrews devient propriétaire d'une vaste usine de poudre à canon à Hawley Mills sur la rivière Darent à Dartford, dans le KentGeorge Colman le Jeune décrit Andrews comme "l'un des parasites les plus persévérants de la poésie", et ses pièces de théâtre "comme ses moulins à poudre, des affaires particulièrement dangereuses, et au grand danger de s'envoler avec une explosion soudaine et violente" Ce n’est pas une comparaison inutile car une explosion s’est produite en octobre 1790.*
"Entre midi et cinq heures cet après-midi (12 octobre 1790), les habitants d’ici et des environs étaient terriblement alarmés par l’explosion de Poudre Mills de M. Pegu (sic), situé à un kilomètre et demi de cette ville. "
En 1796, Andrews succède à Lord Lyttelton comme Membre du Parlement du Royaume-Uni de Bewdley, qu'il représente jusqu'à sa mort en 1814. Un monument à sa mémoire se trouve dans l’église Saint-James de Piccadilly.

## Travaux
- The Conjuror - a farce - Drury Lane 1774
- The Election - a musical interlude - Drury Lane 1774
- Belphegor, or the Wishes, a comic opera - Drury Lane 1778
- Summer Amusement, or an Adventure at Margate, written with William Augustus Miles, - the Haymarket 1779
- Fire and Water, a ballad opera, - the Haymarket in 1780
- Dissipation, a comedy - Drury Lane 1781;
- The Baron Kinkvervankotsdorsprakingatchdern, a musical comedy - the Haymarket 1781
- The Best Bidder, a farce - the Haymarket 1782
- Reparation, a comedy - Drury Lane 1784
- Better Late than Never - Drury Lane 1790
- The Mysteries of the Castle - Covent Garden 1795.